# Carabus chaudoiri mongolorum
Carabus (Morphocarabus) chaudoiri mongolorum – podgatunek (według niektórych autorów nacja) chrząszcza z rodziny biegaczowatych i podrodziny Carabinae.

## Taksonomia
Takson ten został po raz pierwszy opisany w 1913 roku przez Georgesa Vachera de Lapouge'a jako gatunek Carabus neglectus. Nazwa ta jednak została już wcześniej wykorzystana przez Ernsta Kraatza i w 1927 roku Ernő Csíki nadał temu gatunkowi nową nazwę Carabus mongolorum. Stephan von Breuning zaliczył ten gatunek to sekcji Eucarabus. Później umieszczony został w podrodzaju Morphocarabus. W 1991 roku Thierry Deuve obniżył jego rangę do podgatunku Carabus chaudoiri. Taką rangę ma m.in.: w Carabidae of the World oraz w pracy D. Obydowa z 2009 roku, natomiast Bernard Lassalle obniża ten takson do rangi nacji w obrębie podgatunku nominatywnego Carabus chaudoiri chaudoiri.

## Opis
Ciało długości około 20 mm, czarniawo-mosiężnej barwy ze spodem, głaszczkami, żuwaczkami, czułkami i odnóżami brązowymi. Przedplecze poprzeczne o bokach wąsko obrzeżonych, a płatkach tylnych kątów krótkich. Pokrywy podłużno-owalne. Rzędy pokryw grubo punktowane, pierwszorzędowe i drugorzędowe międzyrzędy poprzerywane łańcuszkowato na całej długości, a trzeciorzędowe tylko na części długości.

## Występowanie
Chrząszcz palearktyczny, wykazany z Mongolii i Rosji. Jego znany zasięg obejmuje Tunkińskie Golce (miejsce typowe) w zachodniej Buriacji oraz północną Mongolię.